# 光声光谱
光声光谱 通过声学检测来测量物质对辐射能（特别是光）的吸收效应。光声效应的研究从1880年开始，亚历山大·格拉汉姆·贝尔（Alexander Graham Bell）在实验中发现，当一束快速间断的光线照射到旋转的开槽薄盘上时，盘会发出声音。物体从光中吸收的能量造成了局部加热，产生了可挤压空气产生声音的热胀冷缩。之后贝尔发现，物体暴露在太阳光谱的不可见部分时（如红外线和紫外线）也会产生声音。
样品的光声谱可以通过测量不同波长的光照射到样品上时发出的声音获得。光声谱可用以表征物质的吸收特性。光声效应可用来研究固体，液体和气体。

## 用途和技术

用于气体分析的光声光谱仪

光声光谱是研究浓度仅有十亿分之一乃至万亿分之一的气体的有效工具。 如今，先进的光声探测器依旧使用着和贝尔的仪器相同的原理，但在其基础之上已做了很多可以提升其灵敏度的改进。
由于产生的声音强度与光强度成正比，因此使用强激光代替太阳照射样品；这项技术被称为激光光声光谱（LPAS）。 灵敏的麦克风替代了人的耳朵，麦克风的信号通过锁相放大器进行放大和检测。把气体样本封装在圆柱形气室之中，可以通过调制样品单元的共振频率实现对声音信号的放大。
通过悬臂梁增强型共振光声光谱技术，可以灵敏的进行十亿分之一级的气体的可靠监控。

## 案例
下面这个例子可以说明光声光谱技术的潜力：20世纪70年代初，帕特尔和他的同事们通过气球携带的光声探测器测量海拔28千米的平流层中的一氧化氮浓度随时间的变化。这项测量为研究因人造一氧化氮排放而产生的臭氧层空洞问题提供了重要数据。一些早期的工作依赖于 Rosencwaig 和 Gersho 的 RG 理论的发展。

## 光声光谱的应用
FTIR（傅里叶转换红外光谱）光声光谱的一个重要功能在于有能力在保持样品的原有状态下通过红外光谱测量，这项技术可以用于检测和计量化学物质及化学官能团。这在测量生物样品时尤其有用，无需粉碎或对样品进行化学处理。贝壳，骨头之类的样品都用此方法进行过研究。 使用光声光谱可以研究成骨不全症骨头中的分子相互作用。
当大部分学术研究集中在高分辨率仪器时，另一些工作走向了相反的方向。在过去二十年里，低成本的泄漏检测和二氧化碳浓度控制被开发并商业化。通常，低成本热源使用电子方式调制。半透盘片上的扩散替代了气体交换阀门，廉价的麦克风以及使用数字信号处理器处理信号的方式降低了系统的成本。未来，低成本的光声光谱应用将会依赖于高度集成的光声仪器。
现在，光声方法的应用被扩展到了蛋白等大分子的定量测量。光声免疫分析通过可产生强声信号的微小粒子对目标蛋白进行检测和标记。 这项使用光声技术的蛋白质检测方法也已被用于实时检测。
光声光谱也有很多军事用途。其用途之一是可以用于检测有毒的化学制剂。光声光谱的高灵敏度使之成为化学武器攻击后痕量检测的理想方法。
激光光声传感器（LPAS）可被用于工业，安全（神经性毒剂和爆炸物检测）及医药（呼吸分析）领域。

## 扩展阅读
- Sigrist, M. W. (1994), "Air Monitoring by Laser Photoacoustic Spectroscopy," in: Sigrist, M. W. (editor), "Air Monitoring by Spectroscopic Techniques," Wiley, New York, pp. 163–238.